# Pamplona Negra
Pamplona Negra es un ciclo que une la literatura, el cine, la gastronomía, la música y la investigación policial relacionada con el género negro y que se viene celebrando cada mes de enero desde su primera edición el año 2015 en el Palacio de Congresos Baluarte de Pamplona.

## Programa
Organizado por la Filmoteca de Navarra y la Fundación Baluarte, Pamplona negra incluye conferencias, mesas redondas, cine negro español y talleres de novela policiaca donde se aproxima al público el trabajo real de las Fuerzas y Cuerpos de Seguridad en la escena de un crimen. Ha estado bajo la dirección artística de Carlos Bassas Del Rey entre 2015 y 2018, y a partir de 2019 será dirigido por Susana Rodríguez Lezaun.

## Participantes
A lo largo de sus ediciones ha contado con un amplio elenco de participantes relacionados con la Policía Nacional, Guardia Civil, la judicatura y el Instituto de Medicina Legal, así como con diversos escritores del género. En 2015 intervinieron Eugenio Fuentes, Reyes Calderón, Lorenzo Silva, Juan Ramón Biedma, Michel Gaztambide, Víctor del Árbol, Alexis Ravelo, Leo Coyote, Santiago Álvarez, Paco Gómez Escribano, Jon Arretxe, Javier Abasolo o Carlos Erice. En 2016 Dolores Redondo, Berna González Harbour, Alexis Ravelo, Elio Quiroga, Antonio Altarriba, Keko, Mikel Santiago, Carlos Ollo, Mikel Alvira, Estela Chocarro, Susana Rodríguez Lezaun, Maribel Medina, Andreu Martín, Empar Fernández, Laura Gomara, Toni Hill, Félix G. Modroño, Juan Ramón Biedma, Carlos Salem, Rosa Montero, Agustín Martínez, Claudio Cerdán, Sergio Vera, Yanet Acosta, Carlos Zanón, Marcelo Luján, David Llorente o Manuel Barea.
En la tercera edición participaron Carlos Zanón, Rosa Ribas, Rafa Guerrero, Juan Laborda, Ignacio del Valle, Félix Modroño, Carlos Erice, Juan Enrique Soto, Rafa Melero, María José Moreno, Ricardo Piñero, Reyes Calderón, José Miguel Mulet, Aingeru Epaltza, Jon Arretxe, Eneko Aizpurua, Jon Alonso, Víctor del Árbol y Dolores Redondo.
En el año 2023 se otorga el I premio literario de relato corto de Pamplona Negra, resultando ganadores Iranzu Leceta Elvira y Uxue Fernández Alzórriz, en castellano, y June Aguirre Andueza y Maider Nanclares Ochoa, en euskera.